# Buffalo Tom
I Buffalo Tom sono un gruppo statunitense alternative rock formato a Boston nel 1986. I componenti fondatori sono Bill Janovitz (voce e chitarra), Chris Colbourn (basso) e
Tom Maginnis (batteria). Il nome deriva in parte dal gruppo dei Buffalo Springfield e dal nome del batterista.

## Storia del gruppo
Il gruppo all'esordio viene prodotto da J Mascis, frontman dei Dinosaur Jr. che suona la chitarra in un brano nel disco eponimo d'esordio del 1988.
Le influenze grunge del disco d'esordio già si riducono con il secondo album Birdbrain che vede una cura maggiore per la scrittura dei brani, strada proseguita con il terzo, Let Me Come Over, dove compaiono le prime ballate.
Ma è con il quarto Big Red Letter Day che il gruppo ottiene un buon successo di vendite con il raggiungimento del 17º posto nella classifica inglese.
Dopo la partecipazione ad alcune compilation vengono invitati per un cameo nella sitcom My So-Called Life dove suonano il brano Late at Night.
Nel 1999 si prendono una lunga pausa nella quale Bill Janovitz pubblica 3 album solista per poi ritornare nel 2007 con un nuovo album Three Easy Pieces ed un tour mondiale.
Nel 2011 è la volta di Skins uscito per la Scrawny Records, prodotto da Paul Q Kolderie e che vede la partecipazione in un brano di Tanya Donelly dei Throwing Muses.

## Discografia

### Album
- Buffalo Tom (1988)
- Birdbrain (1990)
- Let Me Come Over (1992)
- Big Red Letter Day (1993)
- Sleepy Eyed (1995)
- Smitten (1998)
- Instant Live 6/10/05 Paradise, Boston, MA (2005)
- Three Easy Pieces (2007)
- Skins (2011)
- Quiet and Peace (2018)